# 라가

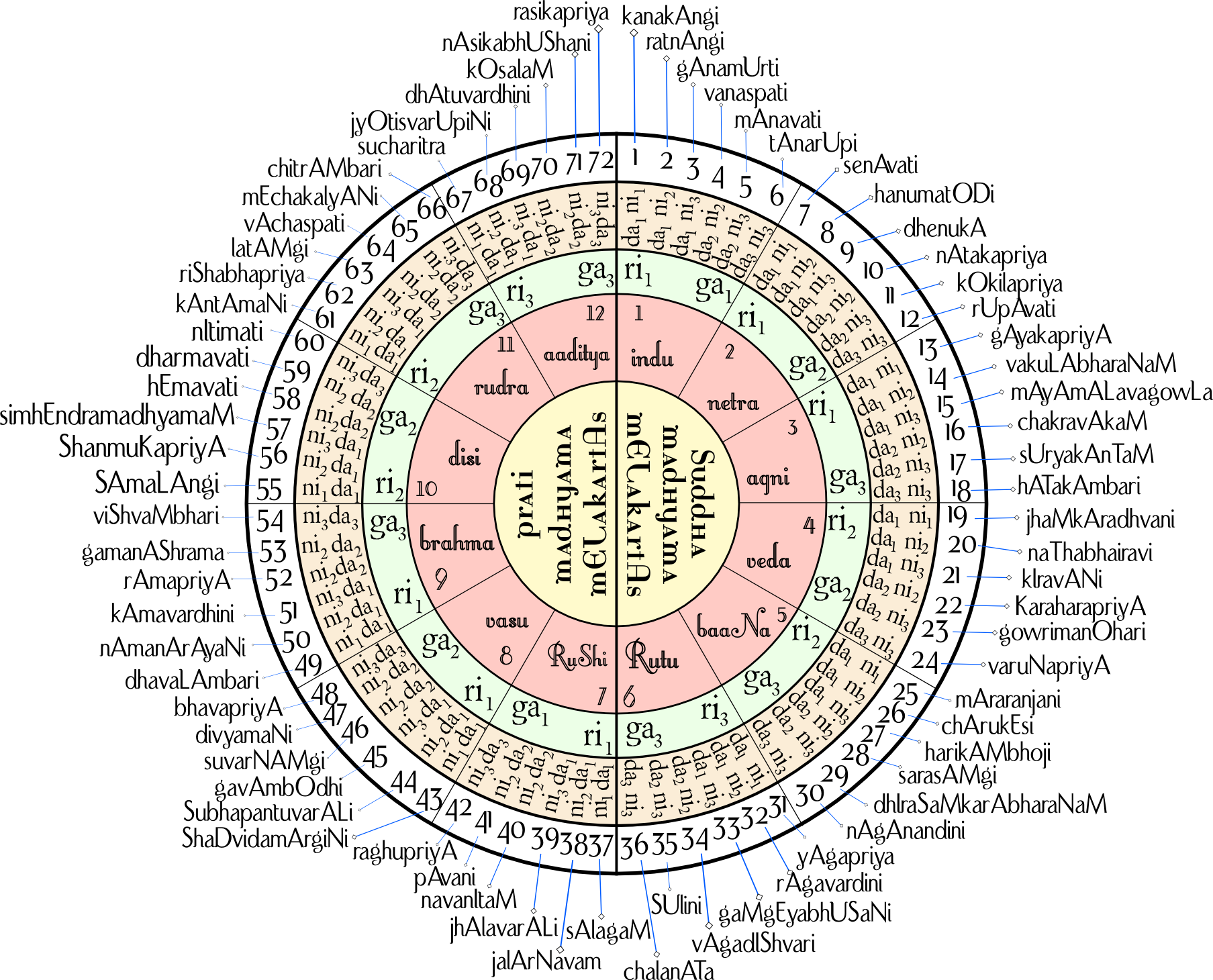

라가(산스크리트어 rāga राग, રાગ)는 인도의 고전 음악에서 쓰이는 음계이다.

## 라가의 특색
오늘날 라가의 특색을 결정하는 요소가 여러 가지 있는데, 그 중 하나가 음계이다. 인도의 음계는 올라갈 때와 내려갈 때가 똑같지 않는 경우도 있다. 각 라가는 자기의 일정한 음을 갖고, 계속 그 음만이 사용되어야 하고, 그 밖에 다른 음을 첨가하지 못한다. 따라서 전조(轉調)는 엄격히 금지되어 있다.
둘째로 평음계와 달라서 라가는 강한 음(중요한 음)과 약한 음(중요치 않은 음)을 가졌다. 음계의 종류와 또 그 음계 중에서 어느 음이 중요하냐에 따라서 라가의 종류가 결정된다. 기본음 사(SA) 다음에 바디(vadi, 發言者) 또는 암사(amsa, 남인도 음악에서 사용)가 중요한 음이다. 대개 멜로디는 사음이나 바디음으로 끝내고 때로는 바디보다 4도 또는 5도 위 음인 삼바디(samvadi)음으로 그친다. 이런 강한 음이 중요하다는 것은 그 음들이 북의 '강한' 박자 삼(sam)장단과 동시에 떨어져야 한다는 사실로도 알 수 있다.
셋째로 SA(주음, 主音)와 PA(속음, 屬音)는 장식음을 갖지 않지만, 그 밖의 음들은 장식음을 갖는데 그 장식음에 따라서도 라가가 달라진다.
끝으로 한 라가에서 어느 강한 음만 줄곧 쓰기 때문에 그 라가에 곡취(曲趣, Mood) 또는 분위기가 자연 생긴다. 이 라가의 곡취가 나중에 라가를 어느 신(神)의 형태로 그리는 것으로 발전하는 것도 이해할 수 있다. 각 라가는 음을 길게 끄는 드론(drone)으로 반주되어 그것은 음계의 기초음인 SA음과 그 5도 위의 음 PA음, 이 두 음만을 계속 길게 소리낸다. 만일 라가의 음계가 5도음을 갖지 않을 때는 4도 MA음이 드론으로 쓰인다. 또 음계가 5도도 4도도 갖지 않으면, 장7도 NI음이 사용된다. 드론은 탐부라(tambura)라는 악기가 연주한다.

## 참조 문헌
- 이 문서에는 다음커뮤니케이션(현 카카오)에서 GFDL 또는 CC-SA 라이선스로 배포한 글로벌 세계대백과사전의 내용을 기초로 작성된 글이 포함되어 있습니다.

## 같이 보기
- 라가 록